# Paucartambo
Paucartambo è un comune del Perù, situato nella Regione di Cusco e capoluogo della Provincia di Paucartambo.